# قشلاق نريمان كندي حاج خان أوغلان (مقاطعة بيله سوار)
قشلاق نريمان كندي حاج خان أوغلان (بالفارسية: قشلاق نریمان‌کندی حاج خان اوغلان) هي منطقة سكنية تقع في إيران في قسم قشلاق الشرقي الريفي. يقدر عدد سكانها بـ 32 نسمة .